# Associação Desportiva do Fundão
La Associação Desportiva do Fundão es un club portugués de fútbol sala de la ciudad de Fundão que actualmente compite en Primera División. Como club deportivo, fue fundado el 23 de abril de 1955, tras la fusión entre el Sporting do Fundão, el Benfica do Fundão y el Hóquei Clube do Fundão, con el objetivo de formar un único club en la ciudad que acogiera todas las modalidades que pretendían ser desarrolladas, compitiendo desde entonces en el fútbol portugués a nivel amateur.

## Historia
La sección de fútbol sala se inauguró en la temporada 2000/01, consagrándose campeón de Distrito ese mismo año, ascendiendo a Tercera División. En la temporada 2003/04 consiguió el ascenso a Segunda División tras quedar 1º en el grupo B. En la temporada 2005/06 queda campeón del grupo B de Segunda División, consiguiendo así el ansiado ascenso a Primera División, donde debutó en la temporada 2006/07. Desde entonces se ha mantenido en la máxima división de fútbol sala de Portugal de manera ininterrumpida, creciendo como institución progresivamente hasta alcanzar su primer título nacional tras vencer al SL Benfica en la final de la Copa de Portugal 2014-15, alcanzando ese mismo año la final del playoff por el título de Liga, donde perdería en 4 partidos contra el Sporting Clube de Portugal, hasta la fecha su mejor resultado.

## Plantilla 2018/2019
Para la temporada 2018-19, la plantilla del club es la siguiente:
|    | Nac.     | Nombre                           | Sobrenombre       | Puesto    |
| -- | -------- | -------------------------------- | ----------------- | --------- |
| 19 | Brasil   | Júlio César Lima Damasceno       | Júlio César       | Portero   |
| 24 | Brasil   | Luiz Gustavo Campos Pego         | Luiz Gustavo      | Portero   |
| 98 | Portugal | Rodrigo Santos Costa             | Diego Roncaglio   | Portero   |
| 5  | Brasil   | Venâncio Cini Baldasso           | Venâncio Baldasso | Cierre    |
| 13 | Brasil   | Deyvit Veloso Lima               | Eskerda           | Cierre    |
| 9  | Brasil   | Allan Guilherme Costa Silva      | Allan Guilherme   | Pivot     |
| 11 | Brasil   | Guilherme Gaio                   | Gui               | Pivot     |
| 77 | Portugal | Fábio Alexandre Teodoro Mota     | Fábio Mota        | Ala-pivot |
| 8  | Portugal | Joaquim Márcio Gonçalves Moreira | Márcio Moreira    | Ala       |
| 10 | Portugal | Paulo César Vaz Mendes           | Pauleta           | Ala       |
| 17 | Portugal | Mário André Afonso Freitas       | Mário Freitas     | Ala       |
| 21 | Portugal | David Harteley Barneto Gomes     | David Gomes       | Ala       |
| 70 | Brasil   | Emerson Alves dos Santos         | Peléh             | Ala       |
| 99 | Brasil   | Guilherme Santos da Silva        | Guilherme Santos  | Ala       |

Entrenador:  João Nuno Ribeiro

## Trayectoria
| 2019-20                                          | 1ªD            |                    |               |               | -  |               |   |
| 2018-19                                          | 1ªD            | 4º                 | Semifinales   | Semifinales   | -  | Cuartos final | - |
| 2017-18                                          | 1ªD            | 5º                 | Cuartos final | Cuartos final | -  | Semifinales   | - |
| 2016-17                                          | 1ªD            | 6º                 | Cuartos final | Octavos final | -  | 2º            | - |
| 2015-16                                          | 1ªD            | 5º                 | Cuartos final | 4ª ronda      | 2º | 2º            | - |
| 2014-15                                          | 1ªD            | 5º                 | Semifinales   | 2º            | 2º | No existe     | - |
| 2013-14                                          | 1ªD            | 5º                 | 2º            | 1º            | -  | No existe     | - |
| 2012-13                                          | 1ªD            | 4º                 | Semifinales   | Cuartos final | -  | No existe     | - |
| 2011-12                                          | 1ªD            | 8º                 | Cuartos final | 4ª ronda      | -  | No existe     | - |
| 2010-11                                          | 1ªD            | 6º                 | Semifinales   | 3ª ronda      | -  | No existe     | - |
| 2009-10                                          | 1ªD            | 6º                 | Cuartos final | 2ª ronda      | -  | No existe     | - |
| 2008-09                                          | 1ªD            | 7º                 | Cuartos final | 3ª ronda      | -  | No existe     | - |
| 2007-08                                          | 1ªD            | 10º                | 1º/6          | 3ª ronda      | -  | No existe     | - |
| 2006-07                                          | 1ªD            | 10º                | 2º/6          | Octavos final | -  | No existe     | - |
| 2005-06                                          | 2ªD Serie B    | 1º · Asciende      | -             | Octavos final | -  | No existe     | - |
| 2004-05                                          | 2ªD Serie B    | 5º                 | -             | 2ª ronda      | -  | No existe     | - |
| 2003-04                                          | 3ªD Serie B    | 1º · Asciende      | -             | -             | -  | No existe     | - |
| 2002-03                                          | 3ªD Serie B    | 6º                 | -             | 1ª ronda      | -  | No existe     | - |
| 2001-02                                          | 3ªD Serie B    | 4º                 | -             | 2ª ronda      | -  | No existe     | - |
| 2000-01                                          | Camp.Distrital | Campeón · Asciende | -             | -             | -  | No existe     | - |
| Datos actualizados hasta el 20 de junio de 2019. |                |                    |               |               |    |               |   |

## Palmarés

### Torneos nacionales (1)
| Competición                        | Títulos | Subcampeonatos |
| ---------------------------------- | ------- | -------------- |
| Primera División de Portugal (0/1) |         | 2013-14        |
| Copa de Portugal (1/1)             | 2013–14 | 2014-15        |
| Copa de Liga (0/2)                 |         | 2016, 2017     |
| Supercopa de Portugal (0/2)        |         | 2014, 2015     |